# Keith Milligan
Pour les articles homonymes, voir Milligan.
Keith Milligan, né le 8 février 1950 à Inverness (Île-du-Prince-Édouard), est un homme politique canadien, Premier ministre de la province de l'Île-du-Prince-Édouard pour une brève période en 1996.

## Biographie
Il entre dans la vie politique en 1981 avec son élection à l'Assemblée législative de l'Île-du-Prince-Édouard, où il est réélu en 1982, 1986, 1989, 1993 et 1996. 
Sous l'étiquette du Parti libéral, il devient en 1986, ministre de la santé et des services sociaux dans le gouvernement du Premier ministre Joe Ghiz, puis ministre de l'agriculture en 1989 et de l'éducation en 1993. En octobre 1996, après la démission de Catherine Callbeck, il devient le chef de son parti et donc très brièvement Premier ministre de la province avant que son parti ne perde les élections législatives un mois plus tard.

## Source
- (en) Cet article est partiellement ou en totalité issu de l’article de Wikipédia en anglais intitulé « Keith Milligan » (voir la liste des auteurs).